# 莫尔奈
莫尔奈（法語：Mornay，法語發音：[mɔʁnɛ]）是法国索恩-卢瓦尔省的一个市镇，属于沙罗勒区。

## 地理
莫尔奈（46°30'23"N, 4°22'42"E）面积20.18 平方千米，位于法国勃艮第-弗朗什-孔泰大區索恩-卢瓦尔省，该省份为法国中部省份，北起顺时针与科多尔省、汝拉省、安省、罗讷省、卢瓦尔省、阿列省和涅夫勒省接壤。
与莫尔奈接壤的市镇（或旧市镇、城区）包括：巴洛尔、拉吉什、马蒂尼勒孔特、圣博内德茹、维里。

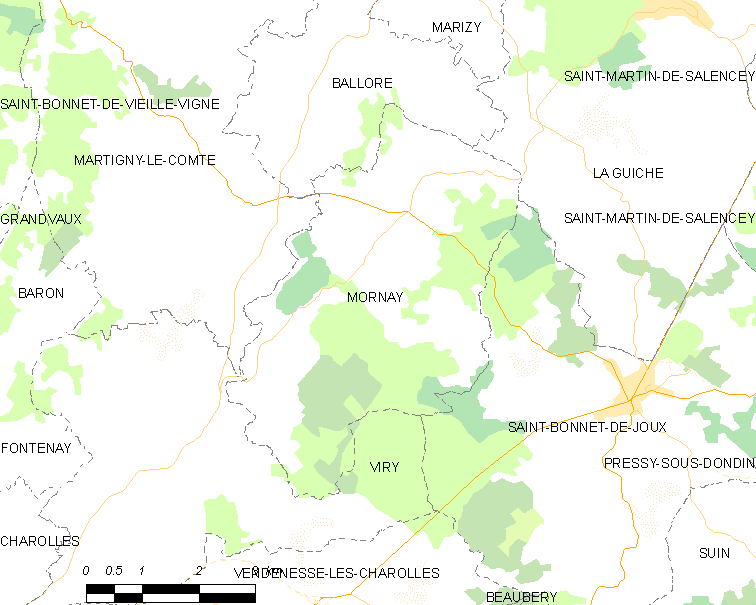
莫尔奈的OSM定位图

莫尔奈的时区为UTC+01:00、UTC+02:00（夏令时）。

## 行政
莫尔奈的邮政编码为71220，INSEE市镇编码为71323。

## 政治
莫尔奈所属的省级选区为沙罗勒县。

## 人口

1962-2008年间莫尔奈人口变化图示

莫尔奈于2022年1月1日时的人口数量为142人。